# Florian Schneider
Pour les articles homonymes, voir Schneider et Esleben.
Florian Schneider-Esleben, ou simplement Florian Schneider, né à Düsseldorf ou à Öhningen-Kattenhorn le 7 avril 1947 et mort à Düsseldorf le 21 avril 2020, est un musicien allemand. Florian Schneider est, avec Ralf Hütter, l'un des deux membres fondateurs de Kraftwerk, groupe pionnier de la musique électronique, en 1970.

## Biographie
Florian Schneider-Esleben naît, selon les sources, à Düsseldorf ou à Öhningen-Kattenhorn, près du lac de Constance, dans l'Allemagne encore sous occupation alliée. Il est le fils de l'architecte Paul Schneider-Esleben et de sa femme Evamaria Schneider-Esleben. Il étudie pendant dix ans la flûte traversière à l'université Robert-Schumann de Düsseldorf (de), puis la musicologie à Cologne. Il joue également de la guitare et du violon, il participe épisodiquement au groupe du musicien de jazz Klaus Doldinger. En 1967, il joue avec Eberhard Kranemann (de) dans le groupe de musique expérimentale « Pissoff ». De 1968 à 1969, il joue dans un quartet avec Ralf Hütter à l'orgue, Eberhard Kranemann à la basse et Paul Lovens à la batterie. 
En 1968, avec Ralf Hütter, un autre étudiant du conservatoire de Düsseldorf, il fonde un groupe d'improvisation appelé « Organisation » puis, deux ans plus tard, le groupe Kraftwerk. Il joue notamment de la flûte et de la flûte alto sur les premières œuvres du groupe et, plus tard, crée une flûte électronique. Après l'album Autobahn sorti en 1974, il délaisse la flûte acoustique et il se consacre exclusivement aux synthétiseurs et instruments électroniques, notamment le vocodeur, et participe à la mise au point d'outils comme le « Robovox », instrument de synthèse vocale.
En 1998, Florian Schneider devient professeur dans les arts de la communication à l'université des arts et du design de Karlsruhe.
Sa dernière apparition sur scène remonte à 2006. Il est remplacé sur l'ensemble des concerts de Kraftwerk en 2008, année où il prend sa retraite. L'annonce officielle de son départ du groupe est faite quelques mois plus tard, en janvier 2009. Ses remplaçants sont Stefan Pfaffe, puis Falk Grieffenhagen depuis 2013 .
Florian Schneider meurt d'un cancer foudroyant, le 21 avril 2020, à Düsseldorf (Rhénanie-du-Nord-Westphalie). Sa famille annonce sa mort le 6 mai 2020 et son enterrement a lieu dans l'intimité en présence de sa famille et de ses amis proches le 7 mai, au cimetière Nordfriedhof à Düsseldorf.

## Discographie

### Avec Kraftwerk
- 1970 : Kraftwerk
- 1972 : Kraftwerk 2
- 1973 : Ralf und Florian
- 1974 : Autobahn
- 1975 : Radioactivity
- 1977 : Trans-Europe Express
- 1978 : The Man-Machine
- 1981 : Computer World
- 1986 : Techno Pop (intitulé Electric Café lors de sa première publication en 1986)
- 1991 : The Mix
- 2003 : Tour de France Soundtracks
- 2005 : Minimum-Maximum

## Filmographie
- 2001 : Klassentreffen - Mordfall unter Freunden : un musicien

## Hommages
- Le morceau  V-2 Schneider  composé en 1976 par Brian Eno et David Bowie est dédié à Florian Schneider[12].
- À l'annonce du décès de Florian Schneider, plusieurs personnalités, dont Jean-Michel Jarre, Nick Rhodes, et Giorgio Moroder, ont exprimé leur tristesse[13],[14].